# Gaspar García Laviana
Gaspar García Laviana (San Martín del Rey Aurelio, Asturias, 8 de noviembre de 1941 - 11 de diciembre de 1978), conocido como Comandante Martín, fue un sacerdote, poeta y guerrillero español que luchó junto a la Revolución popular Sandinista (FSLN) durante la guerra insurreccional contra el dictador Anastasio Somoza Debayle en Nicaragua.

## Biografía

### Primeros años
Nació el 8 de noviembre de 1941 en la casería de Los Roces, en el valle de La Hueria de Carrocera (concejo de San Martín del Rey Aurelio), situado en el Principado de Asturias, emigrando posteriormente a la cercana población minera de Tuilla (concejo de Langreo).
Estudió bachillerato en Valladolid y Filosofía y Teología en Logroño, donde se ordenó sacerdote católico M.S.C.. Celebra su primera misa en el año 1966 en la parroquia de Tuilla.
Posteriormente, se trasladó a Madrid donde terminó un cursillo de Sociología. Aquí mismo hizo compatible su sacerdocio, en la parroquia de San Federico, con el trabajo de obrero en una carpintería del barrio. Durante los tres años que permaneció en Madrid trabajó mucho con la juventud y con grupos de sacerdotes obreros, en un afán de implicarse cristianamente en la marcha social y política del país.[cita requerida]

### Misionero en Nicaragua
En 1969 llega a Nicaragua para trabajar como misionero en Tola. Allí trabajó con los campesinos locales tomando contacto intensamente con las dificultades que afrontaban día a día. Con frecuencia visitaba a los enfermos, siendo llamado muchas veces ante la falta de medios médicos a disposición de los campesinos. Criticó duramente la práctica del secuestro de las jóvenes que posteriormente eran obligadas a ejercer la prostitución, secuestros que eran amparados por la G.N. somocista.
Expresó su desacuerdo en la opresión de los campesinos pobres y su marginación en la sociedad en varios poemas. Como resultado de todas sus críticas y sus denuncias ante la corrupción y la injusticia del régimen somocista, fue acusado de ser simpatizante comunista.
En 1977 recibía amenazas telefónicas y era seguido por agentes de la Oficina de Seguridad Nacional para comprobar sus actividades. Estas consistían en ayudar a los sandinistas actuando como correo, transportando gente y, principalmente, educando a los campesinos para que fueran capaces de comprender la situación en la que se encontraban por sí mismos.

### Teología de la Liberación
Estaba muy influido por el espíritu de la Teología de la Liberación que ponía en lugar preferencial la acción pastoral a los pobres. Finalmente acabó tomando las armas al entender que un cambio político pacífico no ayudaría a paliar las terribles necesidades que veía todos los días en Nicaragua. Estaba decepcionado con la jerarquía católica nicaragüense, que falló en su discurso a favor de los pobres y oprimidos. Aunque nunca perdonó la violencia, vio en ella el único medio para que los pobres fueran liberados de su opresión.

### Guerrillero
Su participación en la Revolución nicaragüense animó a los católicos a apoyar al FSLN. Daniel Ortega reconoció la importancia de la participación de García Laviana en la lucha revolucionaria.

### Poeta
Luego del triunfo de la Revolución Nicaragüense en 1979, sus poemas fueron publicados como una colección Cantos de Amor y Guerra; siendo este el primer libro publicado por el Ministerio de Cultura del gobierno sandinista.

### Muerte
Gaspar García Laviana murió el 11 de diciembre de 1978 en Río Mena, Cárdenas, Rivas cuando al frente de la columna guerrillera Benjamín Zeledón emboscó a un grupo de guardias nacionales. Murió en combate de dos disparos, uno en el muslo y otro cerca del corazón. De él se decía que era «el primero en entrar en combate y el último en retirarse».[cita requerida]
Muchas de las preocupaciones de García Laviana se convirtieron prioridades para los sandinistas cuando asumieron el poder. El gobierno revolucionario instauró la asistencia médica como una prioridad principal, puso en práctica las iniciativas de reforma agrarias que redistribuyeron la tierra a muchos campesinos individualmente y en cooperativas.

## Honores
- En Nicaragua hay hospitales, escuelas y bibliotecas que recuerdan su nombre.
- En Gijón hay una avenida que lleva su nombre.
- En Oviedo, una calle del barrio de Otero lleva su nombre.
- En Tuilla (Langreo) se inauguró en 2008 un monumento a Gaspar García Laviana.
- En su localidad natal de Les Roces (San Martín del Rey Aurelio) se instaló una placa en su recuerdo, en septiembre de 2009.
- En San Juan del Sur hay una iglesia a él dedicada.
- En República Dominicana específicamente en la Provincia de La Altagracia, hay una calle con su Nombre Barrio Antonio Guzmán Fernández